# Pawieł Sidorownin
Pawieł Aleksiejewicz Sidorownin, ros. Павел Алексеевич Сидоровнин (ur. 22 grudnia 1894?/3 stycznia 1895 we wsi Krasnoje, zm. 31 marca 1935 w Rueil-Malmaison) – rosyjski, a następnie radziecki wojskowy (pułkownik), emigracyjny działacz kozacki.
Ukończył szkołę wojskową w Kijowie. Brał udział w I wojnie światowej. Służył w Uralskim Pułku Kozackim. W 1918 r. wstąpił do wojsk Białych. Dowodził Uralskim Pułkiem Konnym. W 1919 r. dostał się do niewoli bolszewickiej. Od jesieni 1919 r. w stopniu starszyny wojskowego pełnił obowiązki dowódcy Uralskiego Mieszanego Pułku Pieszego. W 1920 r. w stopniu pułkownika został dowódcą 1 Uralskiego Pułku Kozackiego 1 Armii Konnej pod dowództwem Siemiona Budionnego. W lipcu tego roku przeszedł na czele pułku na stronę Polaków. W 1921 r. wyjechał do Francji, gdzie pracował w fabryce. W II poł. lat 20. został jednym z głównych działaczy uralskiej stanicy kozackiej w Paryżu. Od 1931 r. był członkiem kierownictwa stanicy.